# Kula (Hawaje)
Kula – jednostka osadnicza w Stanach Zjednoczonych, w hrabstwie Maui.